# Minbo no Onna
Minbo (ミンボーの女 ''Minbō no Onna''?) es una película japonesa de 1992, dirigida por Juzo Itami, conocida internacionalmente bajo los títulos Minbo: the Gentle Art of Japanese Extortion, The Gangster's Moll y The Anti-Extortion Woman.

## Argumento
El Hotel Europa, un hotel de lujo de Tokio, tiene serios problemas. Habían sido designados para alojar a los jefes de Estado que iban a participar en una cumbre internacional, pero a última hora el gobierno japonés decide negarles ese privilegio por una razón muy simple: el Hotel Europa es con frecuencia el punto de encuentro de todas las bandas de yakuzas de la ciudad, y eso evidentemente no favorece su imagen. 
Además, este hotel suele ser presa fácil del “minbo”, palabra que en la jerga de los abogados japoneses define el sofisticado sistema de trampas, amenazas y sobornos que los yakuza emplean para extorsionar a las empresas o los particulares. 
Para resolver tan grave situación, la directiva del Hotel Europa decide formar una unidad anti-yakuza, destinada a tratar con firmeza a las bandas mafiosas y negociar con ellas. Los elegidos para tan ingrato trabajo son Suzuki (Yasuo Daichi) y Wakasugi (Takehiro Murata), contable y botones respectivamente del hotel, que no poseen experiencia alguna en materia de seguridad, y para colmo carecen de un carácter firme que les permita ser respetados por los yakuza. 
Para que ambos reciban la formación adecuada, la dirección del hotel decide ponerles a las órdenes de una profesional: la abogada Mahiru Inoue (Nobuko Miyamoto), especialista en temas de extorsión y experta en el trato con los yakuza.

## La agresión contra Juzo Itami
El tono satírico y duramente crítico utilizado en la película contra el modus operandi del crimen organizado en Japón no gustó a los propios yakuza, ya que prefieren conservar una imagen caballeresca y honorable, próxima a los códigos del mundo samurái. Quieren hacer creer que no recurren al "minbo" como medio de extorsión a la población y a las empresas. Por ese motivo, tres miembros de la banda de yakuzas Goto-gumi atacaron con cuchillos a Juzo Itami cerca de su domicilio, pocos días después del estreno de la película. Este hecho contribuyó a incrementar la popularidad de la película y provocó que el gobierno iniciara campañas más severas contra las actividades de los yakuza. Se especula que la muerte de Itami en 1997 se trató en realidad de un asesinato disfrazado de suicidio llevado a cabo para evitar futuras películas donde se dañara igualmente la imagen de la yakuza.

## Reparto
- Nobuko Miyamoto: Mahiru Inoue
- Yasuo Daichi: Suzuki el contable
- Takehiro Murata: Wakasugi el botones
- Akira Takarada: Kobayashi, el mánager general
- Hosei Komatsu: Hanaoka
- Noboru Mitani: Jefe yakuza
- Hideji Otaki: Propietario del Hotel Europa